# Biermannia bimaculata
Biermannia bimaculata är en orkidéart som först beskrevs av George King och Robert Pantling, och fick sitt nu gällande namn av George King och Robert Pantling. Biermannia bimaculata ingår i släktet Biermannia och familjen orkidéer. Inga underarter finns listade i Catalogue of Life.